# 샤쿤탈라
샤쿤탈라(산스크리트어: शकुन्तला Śakuntalā)는 고대 인도 문학의 히로인으로, 4세기 또는 5세기에 고전 시인 칼리다사가 쓴 고대 산스크리트어 희곡 아비즈냐나샤쿤탈람 (샤쿤탈라의 인정)에 묘사된 것으로 가장 잘 알려져 있다. 그러나 그녀의 이야기는 힌두 서사시인 마하바라타 (기원전 400년 ~ 서기 400년경)에서 유래했으며, 여기에서 그녀는 아디 파르바 ("시작의 책")에 등장한다. 두 이야기 모두에서 샤쿤탈라는 현자 비슈바미트라와 천상 요정 메나카의 딸이다. 태어날 때 버려진 그녀는 숲 속 은둔지에서 현자 칸바에 의해 길러진다. 그녀는 나중에 두샨타 왕과 사랑에 빠져 인도의 저명한 황제인 바라타의 어머니가 된다.
마하바라타에서 샤쿤탈라와 두샨타는 간다르바 전통 (사랑 결혼)을 통해 비밀리에 결혼하고 그녀의 숲 속 은둔지에서 결혼 생활을 한다. 나중에 그녀가 아들 바라타와 함께 그에게 다가갔을 때, 그는 그들을 인정하기를 망설인다. 샤쿤탈라는 천상의 목소리가 진실을 확인하여 두샨타가 그녀와 그들의 아들을 받아들이도록 강제할 때까지 그를 강하게 꾸짖는다.
아비즈냐나샤쿤탈람은 시적인 우아함으로 이야기를 극화한다. 이 버전에서 두샨타 왕이 은둔지를 떠난 후, 샤쿤탈라는 그에 대한 생각에 잠겨 성미 고약한 현자 두르바사에게 인사를 하지 못하고, 두르바사는 그녀를 저주하여 두샨타가 그녀를 완전히 잊게 만든다. 이 저주는 그가 그들의 사랑의 증표인 그가 그녀에게 주었던 인장 반지를 봐야만 풀릴 수 있다. 이제 임신한 샤쿤탈라는 궁궐로 여행을 떠나지만, 그녀는 강에서 반지를 잃어버리고 그녀를 알아보지 못하는 두샨타에게 거부당한다. 굴욕감을 느끼고 버려진 그녀는 천상의 존재들에 의해 그녀의 신성한 어머니 메나카의 거처로 옮겨진다. 잃어버린 반지는 나중에 물고기 뱃속에서 발견되어 두샨타에게 돌아오고, 그의 기억이 회복된다. 후회에 압도된 그는 샤쿤탈라를 그리워하고, 시간이 지나 그들의 아들 바라타와 함께 그녀와 재회한다.
샤쿤탈라는 인도 여성성의 상징으로 자주 여겨지며, 수많은 문학, 예술, 시각적 각색에 영감을 주면서 중요한 인물이 되었다.

## 전설

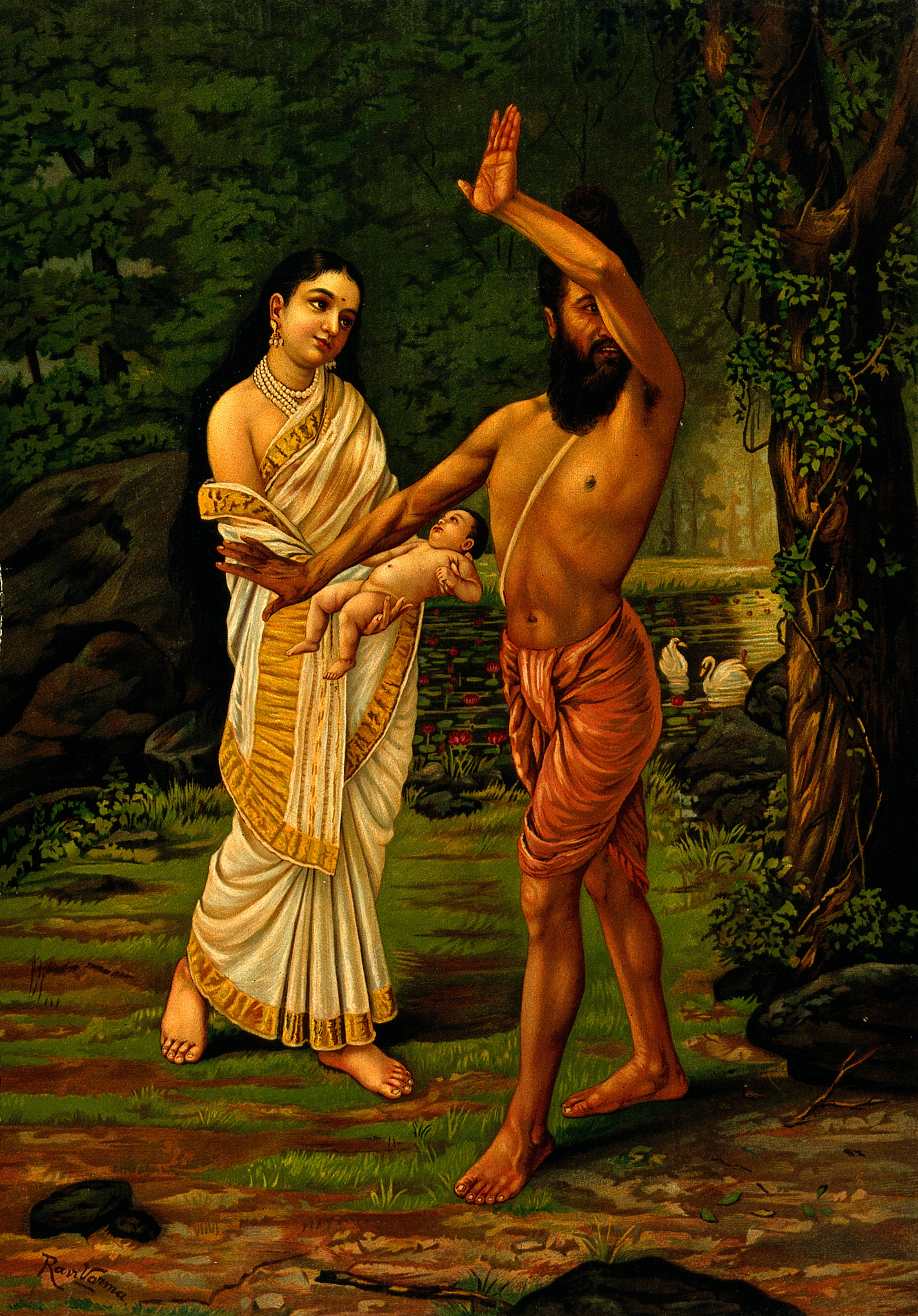
라자 라비 바르마의 가장 유명한 석판화 중 하나인 샤쿤탈라의 탄생은 비슈바미트라가 메나카와 그의 딸을 거부하는 모습을 묘사한다.

샤쿤탈라의 삶에 대한 두 가지 다른 이야기가 있다. 첫 번째 버전은 현자 비야사에게 전통적으로 귀속되는 두 주요 힌두 서사시 중 하나인 마하바라타에 묘사된 것이다. 이 이야기는 4세기에서 5세기 시인 칼리다사에 의해 아비즈냐나샤쿤탈람이라는 이름의 희곡으로 각색되었다.

### 마하바라타
비야사의 마하바라타에 따르면, 현자 비슈바미트라는 브라흐마리시의 지위를 얻기 위해 강도 높은 고행을 수행한다. 그의 명상의 심각성에 우려를 표한 인드라 (신들의 왕)는 자신의 권위에 대한 잠재적 도전을 두려워하여 그의 고행을 방해하려 한다. 이를 위해 그는 압사라인 메나카를 보내 그를 방해한다. 메나카는 비슈바미트라의 명상 장소에 도착하여 그와 대화를 나누고, 결국 그를 금욕적인 수행에서 벗어나게 한다. 비슈바미트라와 메나카는 한동안 함께 살며, 그 동안 딸이 태어난다. 시간이 지나 비슈바미트라는 인드라의 개입을 알아차리고 금욕적인 추구를 재개하기로 결심한다. 그는 떠나고, 메나카는 천국으로 돌아가기 전에 아이를 현자 칸바의 은둔지 근처에 둔다. 현자 칸바는 사쿤타 새들에 둘러싸인 아기를 발견하고 "사쿤타에 의해 보호받는 자"라는 의미로 샤쿤탈라라고 이름을 짓는다.
마하바라타의 아디 파르바에서 칸바는 다음과 같이 말한다.

그녀는 황량한 황야에서 사쿤타에게 둘러싸여 있었다,

그러므로 내가 그녀를 샤쿤탈라 (사쿤타가 보호하는 자)라고 이름 지었다.

몇 년 후, 쿠루 왕인 두샨타는 숲에서 사냥하던 중 칸바의 은둔지에서 샤쿤탈라를 만난다. 칸바가 없는 동안, 두 사람은 서로에게 애정을 느끼고 간다르바 결혼 전통에 따라 결혼한다. 한동안 함께 지낸 후, 두샨타는 그의 왕국으로 돌아갔고, 샤쿤탈라는 임신하게 된다.

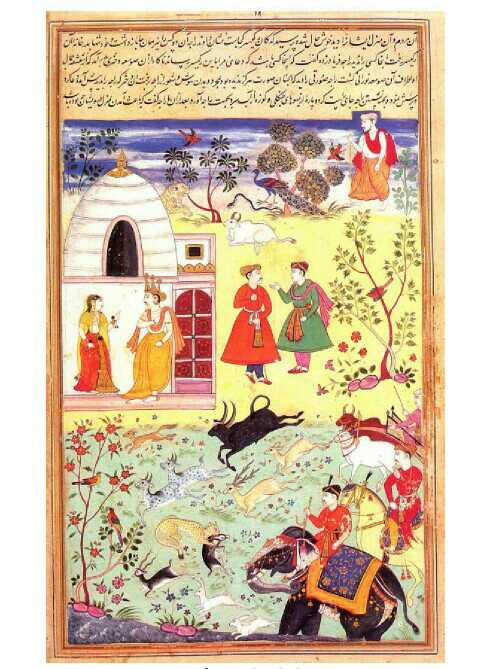
마하바라타의 16세기 페르시아어 번역본인 라즘나마의 한 쪽에서 두샨타가 샤쿤탈라를 만나는 모습

칸바가 돌아오자, 그는 결혼을 신성한 운명의 일부로 받아들였다. 때가 되어 샤쿤탈라는 아들을 낳았고, 사자 같은 동물들을 포함한 모든 것을 억압하는 능력 때문에 사르바다마나라고 이름 붙여졌다. 소년의 기량을 보고 칸바는 샤쿤탈라가 두샨타에게 아들을 보여줄 때가 되었다고 결정한다. 샤쿤탈라는 아들과 함께 칸바의 제자들의 호위를 받으며 왕궁에 도착하여 그를 왕에게 소개하고, 그의 약속을 이행하고 그들의 아이를 그의 후계자로 인정할 것을 촉구한다.
그러나 두샨타는 그들의 결합에 대한 어떤 기억도 부인하고 샤쿤탈라의 주장을 일축한다. 깜짝 놀랐던 그녀는 재빨리 평정심을 되찾고 그의 불명예를 질책한다. 그녀는 그에게 진실이 의로움의 기초임을 상기시키고, 모든 행동을 목격하는 신들이 그를 심판할 것이라고 경고한다. 그녀의 열정적인 간청에도 불구하고, 두샨타는 그 소년을 받아들이기를 거부하며 그녀의 혈통을 조롱한다. 그 순간, 하늘에서 천상의 목소리가 울려 퍼지며 샤쿤탈라의 말을 확인한다. 그것은 그 아들이 정말로 두샨타의 아들이며 인정되어야 한다고 선언한다. 그 목소리는 또한 왕이 그를 소중히 여기라는 명령을 받았기 때문에, 그 소년은 "소중한 자"라는 의미의 바라타라고 이름 붙여질 것이라고 선포한다. 자신의 실수를 깨달은 두샨타는 기뻐하며 아들을 받아들이고 공식적으로 그를 후계자로 임명한다. 바라타를 품에 안고 그는 샤쿤탈라에게 용서를 구하며, 아이의 정당성을 확보하기 위해 인정을 늦췄을 뿐이라고 설명한다. 바라타의 통치 아래 왕국은 번성하고, 그는 전설적인 군주가 되어 차크라바르틴이라는 칭호를 얻는다. 그의 통치는 정의, 번영, 그리고 말 희생을 포함한 대규모 희생으로 특징지어진다. 그의 이름에서 인도의 땅은 바라타바르샤로 알려지게 되어 다음 세대에도 그의 유산을 공고히 한다.

### 아비즈냐나샤쿤탈람

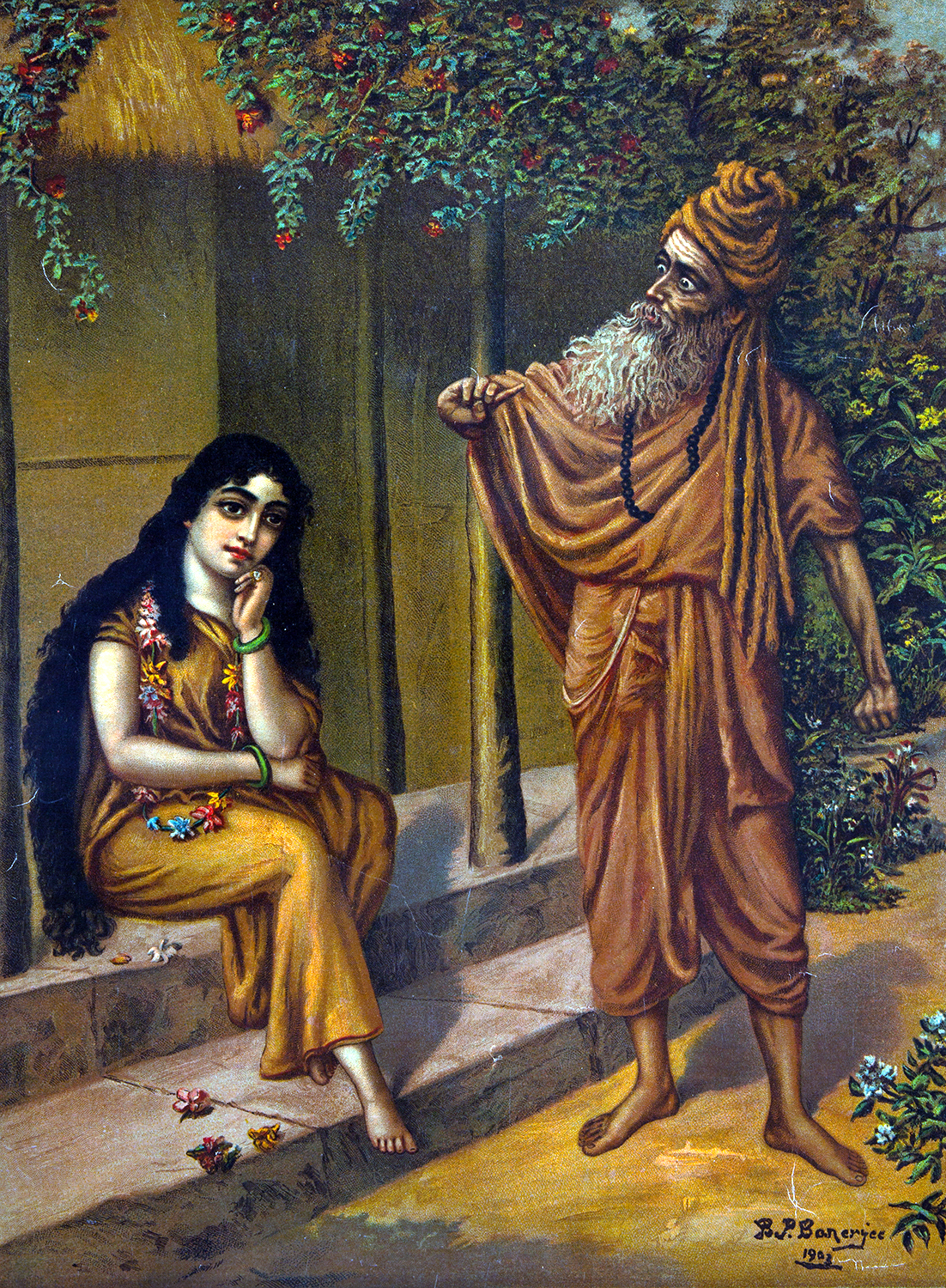
칼리다사의 버전은 이야기에 더 극적인 변형을 특징으로 한다. 칼리다사의 추가 사항 중 하나는 현자 두르바사가 샤쿤탈라에게 저주를 내리는 것 (사진)

칼리다사는 샤쿤탈라의 이야기를 극적인 형태로 재구성하여 저주와 잃어버린 인장 반지와 같은 추가 요소를 도입하여 더 복잡한 서사를 만들었다. 많은 학자들은 칼리다사의 버전을 더 문학적으로 호평받고 영향력 있다고 여긴다.
아비즈냐나샤쿤탈람에서 샤쿤탈라는 비슈바미트라와 메나카의 딸이며, 그녀의 친구 아나수야와 프리얌바다와 함께 칸바의 은둔지에서 자란다. 그녀는 사냥 원정 중에 두샨타를 만난다. 그녀의 아름다움, 우아함, 겸손함에 매료된 두샨타는 그녀의 친구 아나수야와 프리얌바다로부터 그녀가 아슈람에서 자랐음에도 불구하고 왕족 혈통이라는 것을 알게 된다. 그녀에게 반한 두샨타는 샤쿤탈라에게 구애하고, 그들의 상호 매력은 사랑으로 꽃피운다. 감정에 압도된 두샨타는 샤쿤탈라에게 공식적인 의식이나 부모의 승인이 필요 없는 자발적인 결합 형태인 간다르바 의식을 통해 결혼하도록 설득한다. 두 사람은 그들의 사랑을 완성하고, 두샨타는 그의 왕실 의무를 이행한 후 그녀에게 돌아오겠다고 약속한다. 떠나기 전에 그는 샤쿤탈라에게 기념품으로 인장 반지를 준다.
두샨타 생각에 깊이 잠겨 있던 샤쿤탈라는 자신도 모르게 성미 고약한 현자 두르바사가 도착한 것을 알아차리지 못해 그를 불쾌하게 만든다. 자신의 무관심에 기분 상한 두르바사는 그녀를 저주하며, 그녀가 사랑하는 사람이 그녀를 완전히 잊을 것이라고 선언한다. 그녀의 친구들이 자비를 간청하지만, 저주를 철회할 수 없는 현자는 유예를 허락한다. 즉, 두샨타의 기억은 그가 그들의 사랑의 증표를 보아야만 회복될 것이다. 저주의 모든 결과를 알지 못한 채 샤쿤탈라는 두샨타의 귀환을 기다린다. 칸바는 그녀의 상태를 알게 되자 그녀를 두샨타의 궁궐로 떠날 준비를 하고, 그녀를 그의 제자 샤라드바타와 샤른가라바에게 맡긴다. 도중에 강을 건너던 중 샤쿤탈라는 실수로 반지가 손가락에서 미끄러져 물에 떨어지는 바람에 인장 반지를 잃어버린다.
두샨타의 궁전에 도착한 샤쿤탈라는 자신감 있게 자신이 그의 아내라고 말한다. 그러나 저주 때문에 두샨타는 그녀를 알아보지 못하고 그들의 결혼에 대해 아무것도 모른다고 부인한다. 궁정 사람들은 그녀를 의심스럽게 여기고, 그녀의 신분을 증명할 반지가 없으니 그녀의 주장은 근거 없는 것처럼 보인다. 굴욕감을 느끼고 상심한 샤쿤탈라는 자신의 운명을 한탄한다. 신성한 개입으로 그녀는 갑자기 천상의 존재들에 의해 그녀의 어머니 메나카의 천상 영역으로 들어 올려져 궁정에서 더 이상의 불명예를 면한다. 두샨타는 그녀를 거부했음에도 불구하고 그 만남에 깊이 동요하고 설명할 수 없는 슬픔을 느끼지만, 그 원인을 이해할 수 없다.
시간이 흘러 어느 날 어부가 물고기를 잡았는데 그 물고기의 뱃속에서 왕실 인장 반지가 발견된다. 그것이 두샨타의 것임을 알아본 어부는 왕에게 돌려준다. 두샨타가 반지를 보자마자 그의 기억이 되살아나고, 그는 엄청난 죄책감과 슬픔에 휩싸인다. 샤쿤탈라에게 잘못했음을 깨달은 그는 후회에 시달리며 그녀와 재회할 방법을 필사적으로 찾지만, 그녀는 사라지고 그는 고통 속에 방황하게 된다. 절망에 빠진 두샨타는 악마 무리를 물리치기 위한 작전을 시작하고, 그 과정에서 신의 은총을 얻는다. 여행 중에 그는 천상의 현자 마리치의 은둔지에 도착하는데, 그곳에서 그는 뜻밖에도 사자 새끼와 놀고 있는 어린 소년을 만난다. 두려움이 없고 고귀한 아이는 즉시 두샨타의 주의를 사로잡는다. 바라타라는 이름의 그 아이는 그의 아들임이 드러난다. 이는 두샨타가 알지 못했던 사실이다. 현자는 바라타가 정말로 그의 아들이며 샤쿤탈라는 내내 천상 영역에서 살고 있었다고 설명한다. 마침내 두샨타와 샤쿤탈라는 재회하고, 그들의 사랑은 그들이 견뎌낸 시련을 통해 회복되고 강화된다. 이제 성숙하고 위엄 있는 여인이 된 샤쿤탈라는 두샨타를 용서하고, 그들은 마침내 남편과 아내로 인정받는다.
| 샤쿤탈라 신화의 고대 표현 (기원전 2세기, 숭가 제국 시대) |
| - 비타 명판 - 아이하눔의 인도 명판 - 쿨루 화병           |

## 영향

### 예술

#### 라자 라비 바르마

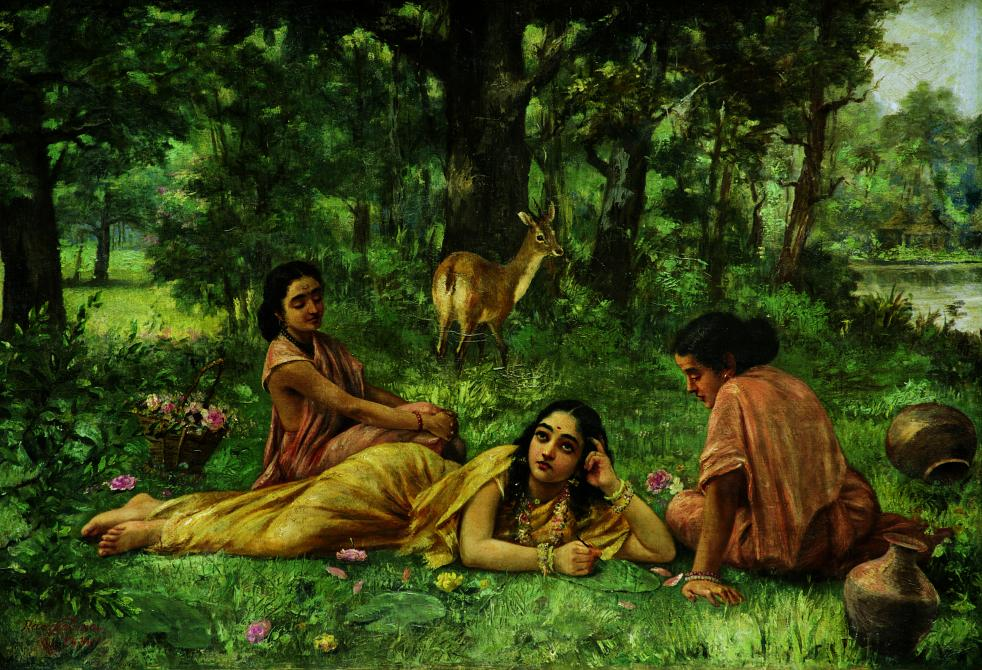
라자 라비 바르마의 샤쿤탈라 파트라-레칸

라자 라비 바르마는 서양의 아카데미 회화 스타일을 인도의 주제와 융합시키는 능력으로 널리 칭찬받았다. 1870년대에 내러티브 회화를 그리기 시작하면서 그는 인도의 고전 유산, 즉 서사시, 푸라나, 칼리다사의 희곡에서 영감을 얻었다. 샤쿤탈라를 다룬 그의 첫 주요 작품인 샤쿤탈라 파트라-레칸 (샤쿤탈라가 두샨타에게 연애편지를 쓰는 모습)은 1876년 마드라스 전시회를 위해 그려졌다. 노란색 사리를 입고 숲 바닥에 누워 친구들과 동물 친구들에게 둘러싸인 샤쿤탈라를 묘사한 이 그림은 금메달을 수상하고 널리 찬사를 받았다. 즉시 당시 마드라스 주지사였던 버킹엄 공작이 구입했다. 원본 그림의 위치는 알 수 없지만, 1903년 출판된 라비 바르마: 인도 예술가를 포함하여 책과 석판화로 널리 복제되었다. 당시 아비즈냐나샤쿤탈람 서사에 대한 식민주의적 매혹을 고려할 때, 바르마는 샤쿤탈라의 여러 버전을 만들도록 격려받았다. 그의 후기 작품으로는 샤쿤탈라 (1888년, 바로다 마하라자 파테싱 박물관), 샤쿤탈라 (1898년, 마드라스 정부 박물관), 두샨타를 찾는 샤쿤탈라 (1898년, 트리반드럼 슈리 치트라 미술관) 등이 있다. 그의 샤쿤탈라 그림 중 하나는 모니어-윌리엄스의 1887년 칼리다사 희곡 판의 표지 그림으로 선정되기도 했다. 그의 가장 유명한 그림인 두샨타를 찾는 샤쿤탈라는 그녀가 발에서 가시를 빼는 척하면서 두샨타가 자신을 알아차리는지 보려고 뒤돌아보는 순간을 포착한다.
바르마의 작품은 동양학자들과 인도 민족주의자들 모두에게 똑같이 존경받았다. 1895년, 바르마의 첫 번째 석판화인 샤쿤탈라의 탄생은 뭄바이 미술 협회 연례 전시회에서 "최고의 석판화" 상을 수상했다. 이 주제의 선택은 매우 상징적이었다. 이때쯤 샤쿤탈라는 인도 여성성의 이상적인 비전을 나타내게 되었다. 식민지 근대성의 맥락에서 그녀의 탄생은 인도의 조상 여계 혈통의 출현뿐만 아니라 이상적인 힌두 여성의 은유적인 재탄생으로 여겨졌다. 이는 동양학자와 인도 민족주의자 모두가 "현대" 인도 여성의 이미지에서 정의하려 했던 미덕의 구현이었다.

### 조각
카미유 클로델은 조각품 샤쿤탈라 (클로델)를 제작했다.

### 연극, 문학 및 음악

#### 오페라
사쿤탈라는 프란츠 슈베르트가 1820년 10월에 시작한 미완성 오페라이다. 1884년에 21세의 오스트리아 작곡가 펠릭스 바인가르트너의 첫 오페라가 바이마르에서 초연되었고, 프란츠 리스트의 지원을 받아 무대에 올랐다. 이탈리아의 프랑코 알파노는 그의 첫 번째 버전 (1921년)에서는 라 레젠다 디 사쿤탈라 (샤쿤탈라의 전설)라는 오페라를 작곡했고, 두 번째 버전 (1952년)에서는 단순히 사쿤탈라라는 오페라를 작곡했다.

#### 발레
- 어니스트 레이에 (1823–1909)는 1838년에 테오필 고티에의 작품을 바탕으로 발레 사쿤탈라를 작곡했다.[16][17]
- 소련 작곡가 세르게이 발라산얀 (1902–1982)은 발레 샤쿤탈라를 작곡했다 (초연 1963년 12월 28일, 리가).[18]

#### 기타 문학
이슈와르 찬드라 비디야사가르는 사두 바샤, 벵골어로 소설을 썼다. 이는 벵골어에서 최초로 번역된 작품 중 하나였다. 아바닌드라나트 타골은 나중에 주로 어린이와 청소년을 위해 더 간단한 문학적 변형인 벵골어인 찰리트 바샤로 글을 썼다.
18세기경 서양 시인들은 인도 문학과 인도 철학에 익숙해지기 시작했다. 독일 시인 괴테는 칼리다사의 희곡을 읽고 그 작품에 대한 감탄을 다음 구절로 표현했다.

| Willst du die Blüthe des frühen, die Früchte des späteren Jahres, Willst du, was reizt und entzückt, willst du was sättigt und nährt, Willst du den Himmel, die Erde, mit Einem Namen begreifen; Nenn' ich, Sakuntala, Dich, und so ist Alles gesagt. | 이른 해의 꽃과 늦은 해의 열매를 원하고, 매혹하고 기쁘게 하며, 만족시키고 기르는 것을 원하고, 하늘과 땅을 하나의 이름으로 이해하려 한다면, 내가 너를 사쿤탈라라 부르노니, 모든 것이 말해진다. |
| —괴테, 1791 | —에드워드 이스트윅 번역 |

1808년 카를 빌헬름 프리드리히 슐레겔은 마하바라타에서 샤쿤탈라 이야기의 독일어 번역본을 출판했다.

### 영화 및 TV
샤쿤탈라의 이야기는 상당수의 인도 영화로 만들어졌다. 여기에는 수체트 싱의 샤쿤탈라 (1920), 쉬리 나트 파탄카르의 샤쿤탈라 (1920), 파트마 베굼의 샤쿤탈라 (1929), 모한 다야람 바브나니의 샤쿤탈라 (1931), J.J. 마단의 샤쿤탈라 (1931), 사르보탐 바다미의 사쿤탈라 (1932), 샤쿤탈라 (1932), 엘리스 던간의 샤쿤탈라 (1940), 조티쉬 반네르지의 샤쿤탈라 (1941), V. 샨타람의 샤쿤탈라 (1943), 부펜 하자리카의 샤쿤탈라 (1961), 쿤차코의 샤쿤탈라 (1965), 카말라카라 카메스와라 라오의 사쿤탈라 (1966), V. 샨타람의 스트리가 포함된다.
2009년 인도 텔레비전 쇼 샤쿤탈라는 칼리다사의 희곡을 각색한 것이었다.
| 년도 | 영화 및 텔레비전 쇼    | 연기자            | 감독                               |
| ---- | ---------------------- | ----------------- | ---------------------------------- |
| 1920 | 샤쿤탈라               | 도로시 킹덤       | 수체트 싱                          |
| 1920 | 샤쿤탈라               |                   | 쉬리 나트 파탄카르                 |
| 1929 | 샤쿤탈라               |                   | 파트마 베굼                        |
| 1931 | 샤쿤탈라               | 쿠르시드 베굼     | 모한 다야람 바브나니               |
| 1931 | 샤쿤탈라               |                   | J.J. 마단                          |
| 1932 | 사쿤탈라               | 수라비 카말라바이 | 사르보탐 바다미                    |
| 1940 | 사쿤탈라이             | M. S. 수불락시미  | 엘리스 R. 던간                     |
| 1941 | 샤쿤탈라               | 조츠나 굽타       | 조티쉬 반네르지                    |
| 1943 | 샤쿤탈라               | 자야쉬리          | V. 샨타람                          |
| 1961 | 샤쿤탈라               | 아말라 카타르키   | 부펜 하자리카                      |
| 1961 | 스트리                 | 산디아 샨타람     | V. 샨타람                          |
| 1965 | 사쿤탈라               | K. R. 비자야      | 쿤차코                             |
| 1966 | 샤쿤탈라               | K. R. 비자야      | 카말라카라 카메스와라 라오         |
| 1985 | 아난티야트라           | 아누라다 파텔     | 자유 파트와르단, 나치켓 파트와르단 |
| 1985 | 라자 리시              | 날리니            | K. 샨카르                          |
| 1988 | 바라트 에크 코지       | 팔라비 조시       | 샴 베네갈                          |
| 1991 | 브라마르시 비스wamitra | 마두미타          | N. T. 라마 라오                    |
| 2000 | 가자 가미니            | 마두리 딕시트     | M. F. 후사인                       |
| 2009 | 샤쿤탈라               | 네하 메타         | 다수                               |
| 2021 | 사쿤탈람               | 파얄 셰티         | 두샨트 스리드하르                  |
| 2023 | 샤쿤탈람               | 서맨사            | 구나세카르                         |